# Yannick Haury
Pour les articles homonymes, voir Haury.
Yannick Haury, né le 12 juin 1954 à Nantes, est un homme politique français. Membre de La République en marche, il est député de la neuvième circonscription de la Loire-Atlantique en 2017.

## Biographie
Pharmacien de profession, il a tenu avec son épouse une officine à Saint-Brevin-l’Océan durant 30 ans. Il est élu maire de la commune de Saint-Brevin-les-Pins en 2007, puis réélu en 2014, il préside à ce titre la communauté de communes du Sud Estuaire. Il devient conseiller général du canton de Paimbœuf en 2011 puis du canton de Saint-Brevin-les-Pins en 2015.
Il est accusé d'agression sexuelle par son ex-binôme au conseil départemental de Loire-Atlantique, les faits remontant, d'après la plaignante, à 2016. Il porte plainte pour dénonciation calomnieuse.

## Mandats
- 2007-2017 : maire de Saint-Brevin-les-Pins.
- Président de la communauté de communes du Sud Estuaire.
- 2011-2015 : conseiller général du canton de Paimbœuf
- 2015-2021 : conseiller départemental du canton de Saint-Brevin-les-Pins.
- Depuis 2017 : député de la 9e circonscription de la Loire-Atlantique[4].